# Howard Skipper
Howard Earle Skipper (né à Avon Park, en Floride, le 21 novembre 1915 ; décédé à Mountain Brook, en Alabama, le 2 janvier 2006) est un oncologue américain.

## Biographie
Il grandit à Sebring, en Floride, et obtient ses diplômes en sciences (BS, MS, PhD) à l'Université de Floride.
Pendant la guerre, il s'intéresse à la recherche sur le cancer alors qu'il travaille pour ce qu'on appelle alors le Chemical Warfare Service de l'armée américaine. En 1957, il devient un chercheur notable sur le cancer en Alabama et occupe ensuite  le poste de directeur du Southern Research Institute.
En 1974, il reçoit le Prix Albert Lasker pour la recherche médicale fondamentale (partagé), en 1980 le Prix Bristol-Myers Squibb et le Prix Kettering en 1982.